# Лефортовская набережная
Лефо́ртовская на́бережная расположена на правом берегу Яузы в Басманном районе между улицей Радио и Рубцовской набережной. Основная часть набережной входит в Третье транспортное кольцо. Здесь расположен основной комплекс зданий МГТУ имени Н.Э. Баумана, включая Главный корпус.

## Происхождение названия
Название набережной (как и Лефортовской площади и Лефортовского переулка) появилось в конце XIX — начале XX веков. Сохраняет название исторического района Лефортово.

## Описание

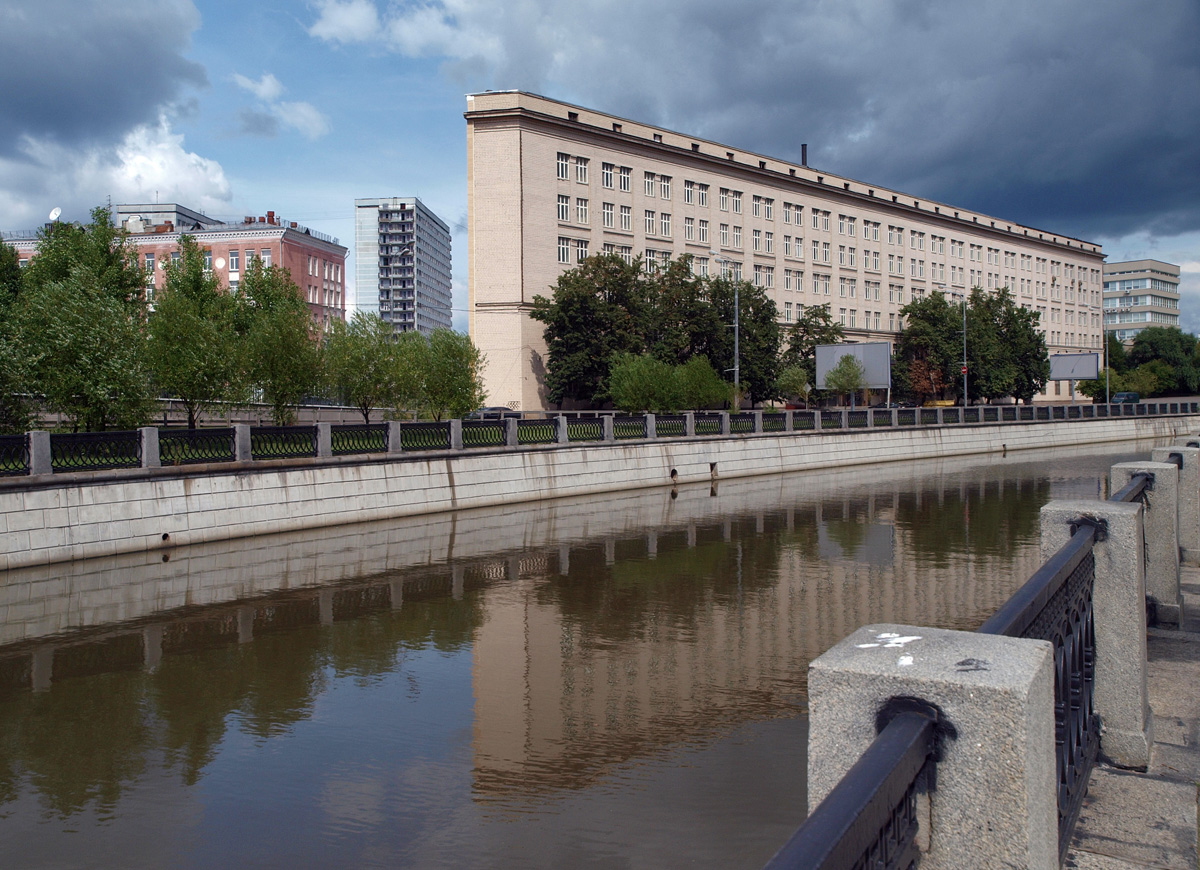
Дом № 1. НИИ энергетического машиностроения МГТУ им. Н. Э. Баумана.

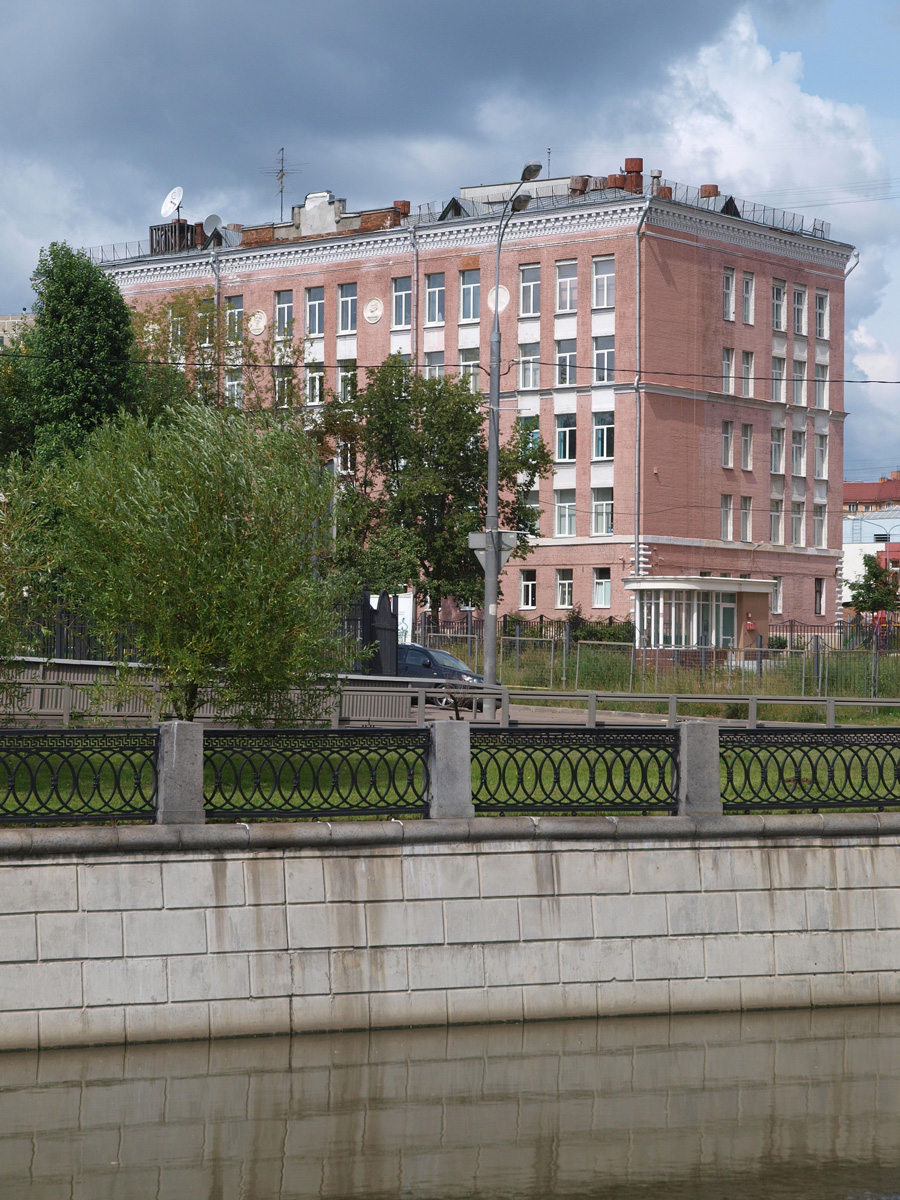
Дом № 3.

Лефортовская набережная расположена на правом берегу Яузы. Вверх по течению реки она переходит в Рубцовскую набережную, а вниз — в набережную Академика Туполева. На противоположном берегу Яузы проходят Головинская набережная. Нумерация домов ведётся от Госпитального моста.
Начинается Лефортовская набережная от Госпитального переулка и Госпитального моста, проходит на юго-запад, затем из Лефортовского тоннеля выходит внутреннее кольцо Третьей транспортной системы, которое проходит вдоль реки параллельно набережной и фактически отделяет набережную от Яузы. Здесь возвышается главный корпус МГТУ им. Н.Э. Баумана. За Лефортовским мостом набережная переходит в набережную Академика Туполева.

## Здания и сооружения
- № 1 — НИИ энергетического машиностроения МГТУ им. Н. Э. Баумана (НИИЭМ);
- № 5 — Главный корпус МГТУ им. Н. Э. Баумана.